# Тойотомі (Хоккайдо)

45°6′10″ пн. ш. 141°46′39″ сх. д. / 45.10278° пн. ш. 141.77750° сх. д.
Тойото́мі (яп. 豊富町, とよとみちょう, МФА: [tojotomʲi t͡ɕoː]) — містечко в Японії, в повіті Тесіо округу Соя префектури Хоккайдо. Станом на 1 жовтня 2008 року площа містечка становила 520,67 км². Станом на 31 березня 2017 населення містечка становило 4010 осіб.